# Ken Ogata
Ken Ogata (jap. 緒形  拳 Ogata Ken; ur. 20 lipca 1937 w Tokio, zm. 5 października 2008) - japoński aktor. 
Był jednym z ulubionych aktorów Shohei'a Imamury. Zagrał także w takich filmach jak: "The Pillow Book" Petera Greenawaya i "Mishima" Paula Schradera. Miał 71 lat. 
Ogata rozpoczynał swoją karierę jako członek teatralnej trupy Shinkokugeki. Ogólnokrajową sławę w Japonii przyniósł mu serial telewizyjny "Hissatsu Shikakenin", a międzynarodowe uznanie rola w "Vengeance Is Mine" w reżyserii Shohei Imamury z 1979 roku.
Jego dwaj synowie: Kanta i Naoto, są również aktorami. 

## Filmografia
1. Zamek z piasku (1974)
2. The Demon (1978)
3. Vengeance Is Mine (1979)
4. Samurai Reincarnation (1981)
5. Shogun's Shadow (1989)
6. The Hidden Blade (2004)
7. Love and Honor (2006)